# Treća nogometna liga 2022-2023
La Treća nogometna liga 2022-2023, conosciuta anche come 3. NL 2022-2023, è la 32ª edizione della quarta serie del campionato di calcio croato.
È la prima edizione con il nuovo nome ed il nuovo format.

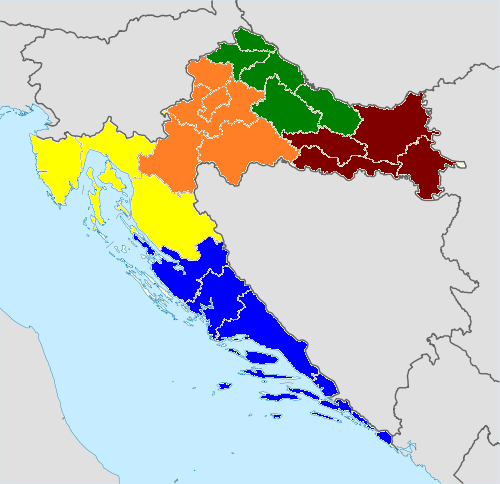
Area geografica coperta dai gironi:
Giallo - Girone Ovest,
Arancione – Girone Centro,
Verde – Girone Nord,
Marrone - Girone Est
Blu – Girone Sud

## Format
Il torneo è diviso in 5 gironi su base geografica, composti da un numero variabile fra 10 e 18 squadre.
I gironi sono organizzati dai seguenti centri calcistici:Varaždin (Nord), Fiume (Ovest), Zagabria (Centro), Osijek (Est) e Spalato (Sud).
Le vincitrici dei 5 gironi (se in possesso della licenza per la categoria superiore) accedono alle qualificazioni, insieme alla terz'ultima della 2. NL 2022-2023, per 3 posti nella 2. NL 2023-2024.
L'ultima classificata di ogni girone viene retrocessa nella categoria inferiore.
È in previsione l'allargamento dei gironi Ovest e Nord a 16 squadre nell'edizione seguente.

## Girone Ovest
|                    | Pos. | Squadra          | Pt | G  | V  | N | P  | GF | GS | DR  |
| ------------------ | ---- | ---------------- | -- | -- | -- | - | -- | -- | -- | --- |
|                    | 1.   | Krk              | 47 | 24 | 14 | 5 | 5  | 47 | 18 | +29 |
|                    | 2.   | Vinodol          | 43 | 24 | 13 | 4 | 7  | 35 | 25 | +10 |
|                    | 3.   | Uljanik Pola     | 41 | 24 | 13 | 2 | 9  | 39 | 26 | +13 |
|                    | 4.   | Nehaj Senj       | 40 | 24 | 13 | 1 | 10 | 37 | 28 | +9  |
|                    | 5.   | Pomorac          | 37 | 24 | 11 | 4 | 9  | 39 | 38 | +1  |
|                    | 6.   | Rudar Labin      | 36 | 24 | 11 | 3 | 10 | 32 | 37 | −5  |
|                    | 7.   | Kraljevica       | 35 | 24 | 9  | 8 | 7  | 32 | 22 | +10 |
|                    | 8.   | Naprijed Hreljin | 33 | 24 | 8  | 9 | 7  | 24 | 20 | +4  |
|                    | 9.   | Buje             | 33 | 24 | 10 | 3 | 11 | 37 | 34 | +3  |
|                    | 10.  | Pazinka          | 31 | 24 | 9  | 4 | 11 | 29 | 34 | −5  |
|                    | 11.  | Cres             | 29 | 24 | 7  | 8 | 9  | 26 | 32 | −6  |
|                    | 12.  | Crikvenica       | 23 | 24 | 7  | 2 | 15 | 23 | 49 | −26 |
|                    | 13.  | Medulin          | 11 | 24 | 2  | 5 | 17 | 15 | 52 | −37 |
|                    | 14.  | Novigrad         | 0  | 0  | 0  | 0 | 0  | 0  | 0  | 0   |
| Fonte: 3. NL ZAPAD |      |                  |    |    |    |   |    |    |    |     |

Legenda:
  Partecipa alle qualificazioni.
      Promossa in 2. NL 2023-24 dopo le qualificazioni.
      Retrocessa nella divisione inferiore.
Regolamento:
Tre punti a vittoria, uno a pareggio, zero a sconfitta.
In caso di arrivo di due o più squadre a pari punti per le posizioni di promozione o retrocessione, la graduatoria viene stilata secondo gli scontri diretti tra le squadre interessate; se la parità persiste si ricorre alla differenza reti.
Note:
Il Novigrad ha abbandonato il torneo dopo la prima giornata.

### Marcatori
| Gol |  |  | Giocatore       | Squadra      |
| --- |  |  | --------------- | ------------ |
| 15  |  |  | Robert Raković  | Uljanik Pola |
| 13  |  |  | Paolo Juričić   | Rudar Labin  |
| 12  |  |  | Damjan Mendrila | Pomorac      |
| 12  |  |  | Lucijan Tomac   | Nehaj Senj   |

## Girone Centro
|                       | Pos. | Squadra               | Pt | G  | V  | N  | P  | GF | GS | DR  |
| --------------------- | ---- | --------------------- | -- | -- | -- | -- | -- | -- | -- | --- |
|                       | 1.   | Karlovac              | 87 | 34 | 28 | 3  | 3  | 79 | 12 | +67 |
|                       | 2.   | Maksimir              | 68 | 34 | 22 | 2  | 10 | 73 | 48 | +25 |
|                       | 3.   | Vrapče Zagabria       | 65 | 34 | 19 | 8  | 7  | 61 | 31 | +30 |
|                       | 4.   | Lučko                 | 58 | 34 | 18 | 4  | 12 | 60 | 46 | +14 |
|                       | 5.   | Samobor               | 54 | 34 | 15 | 9  | 10 | 52 | 41 | +11 |
|                       | 6.   | Ponikve               | 53 | 34 | 17 | 2  | 15 | 48 | 48 | 0   |
|                       | 7.   | Segesta               | 48 | 34 | 14 | 6  | 14 | 57 | 40 | +17 |
|                       | 8.   | Sava Strmec           | 47 | 34 | 14 | 5  | 15 | 43 | 59 | −16 |
|                       | 9.   | Trešnjevka            | 46 | 34 | 14 | 4  | 16 | 52 | 59 | −7  |
|                       | 10.  | Lukavec               | 43 | 34 | 12 | 7  | 15 | 37 | 49 | −12 |
|                       | 11.  | Gaj Mače              | 42 | 34 | 13 | 3  | 18 | 52 | 61 | −9  |
|                       | 12.  | Kurilovec             | 40 | 34 | 10 | 10 | 14 | 38 | 51 | −13 |
|                       | 13.  | HAŠK 1903             | 40 | 34 | 11 | 7  | 16 | 42 | 60 | −18 |
|                       | 14.  | Mladost Petrinja      | 39 | 34 | 10 | 9  | 15 | 49 | 61 | −12 |
|                       | 15.  | Bistra                | 38 | 34 | 11 | 5  | 18 | 44 | 63 | −19 |
|                       | 16.  | Dinamo Odranski Obrež | 37 | 34 | 10 | 7  | 17 | 55 | 67 | −12 |
|                       | 17.  | Ravnice Zagabria      | 36 | 34 | 9  | 9  | 16 | 36 | 50 | −14 |
|                       | 18.  | Vrbovec               | 24 | 34 | 6  | 6  | 22 | 39 | 71 | −32 |
| Fonte: 3. NL SREDIŠTE |      |                       |    |    |    |    |    |    |    |     |

Legenda:
  Partecipa alle qualificazioni.
      Promossa in 2. NL 2023-24 dopo le qualificazioni.
      Retrocessa nella divisione inferiore.
Regolamento:
Tre punti a vittoria, uno a pareggio, zero a sconfitta.
In caso di arrivo di due o più squadre a pari punti per le posizioni di promozione o retrocessione, la graduatoria viene stilata secondo gli scontri diretti tra le squadre interessate; se la parità persiste si ricorre alla differenza reti.

### Marcatori
| Gol |  |  | Giocatore       | Squadra               |
| --- |  |  | --------------- | --------------------- |
| 23  |  |  | Vladimir Burić  | Trešnjevka            |
| 19  |  |  | Jacob Tarasenko | Segesta               |
| 18  |  |  | Darko Vučić     | Dinamo Odranski Obrež |

## Girone Nord
|                     | Pos. | Squadra               | Pt | G  | V  | N | P  | GF | GS | DR  |
| ------------------- | ---- | --------------------- | -- | -- | -- | - | -- | -- | -- | --- |
|                     | 1.   | Križevci              | 67 | 27 | 21 | 4 | 2  | 71 | 27 | +44 |
|                     | 2.   | Polet (SMnM)          | 66 | 27 | 21 | 3 | 3  | 65 | 17 | +48 |
|                     | 3.   | Varteks               | 51 | 27 | 15 | 6 | 6  | 51 | 31 | +20 |
|                     | 4.   | Rudar Mursko Središće | 41 | 27 | 13 | 2 | 12 | 47 | 44 | +3  |
|                     | 5.   | Dinamo Domašinec      | 37 | 27 | 11 | 4 | 12 | 36 | 46 | −10 |
|                     | 6.   | Papuk Orahovica       | 32 | 27 | 9  | 5 | 13 | 33 | 59 | −26 |
|                     | 7.   | Koprivnica            | 26 | 27 | 7  | 5 | 15 | 30 | 47 | −17 |
|                     | 8.   | Virovitica            | 22 | 27 | 6  | 4 | 17 | 36 | 54 | −18 |
|                     | 9.   | Podravina Ludbreg     | 22 | 27 | 6  | 4 | 17 | 38 | 59 | −21 |
|                     | 10.  | Podravac Virje        | 21 | 27 | 6  | 3 | 18 | 34 | 57 | −23 |
| Fonte: 3. NL SJEVER |      |                       |    |    |    |   |    |    |    |     |

Legenda:
  Partecipa alle qualificazioni.
      Promossa in 2. NL 2023-24 dopo le qualificazioni.
      Retrocessa nella divisione inferiore.
Regolamento:
Tre punti a vittoria, uno a pareggio, zero a sconfitta.
In caso di arrivo di due o più squadre a pari punti per le posizioni di promozione o retrocessione, la graduatoria viene stilata secondo gli scontri diretti tra le squadre interessate; se la parità persiste si ricorre alla differenza reti.
Note:
Il Papuk Orahovica è in crisi finanziaria e viene declassato all'ultimo livello.

### Marcatori
| Gol |  |  | Giocatore         | Squadra    |
| --- |  |  | ----------------- | ---------- |
| 17  |  |  | Mihael Mladen     | Križevci   |
| 13  |  |  | Davor Sinjaković  | Virovitica |
| 12  |  |  | Leon Lacić-Klarić | Križevci   |

## Girone Est
|                    | Pos. | Squadra                 | Pt | G  | V  | N | P  | GF | GS | DR  |
| ------------------ | ---- | ----------------------- | -- | -- | -- | - | -- | -- | -- | --- |
|                    | 1.   | Slavonija Požega        | 59 | 30 | 17 | 8 | 5  | 65 | 36 | +29 |
|                    | 2.   | Graničar Županja        | 58 | 30 | 18 | 4 | 8  | 56 | 26 | +30 |
|                    | 3.   | NAŠK Našice             | 52 | 30 | 15 | 7 | 8  | 42 | 28 | +14 |
|                    | 4.   | Kutjevo                 | 49 | 30 | 15 | 4 | 11 | 60 | 51 | +9  |
|                    | 5.   | Čepin                   | 47 | 30 | 13 | 8 | 9  | 54 | 40 | +14 |
|                    | 6.   | Borac Kneževi Vinogradi | 44 | 30 | 13 | 5 | 12 | 41 | 38 | +3  |
|                    | 7.   | Slavija Pleternica      | 43 | 30 | 12 | 7 | 11 | 40 | 52 | −12 |
|                    | 8.   | Oriolik Oriovac         | 42 | 30 | 12 | 6 | 12 | 42 | 48 | −6  |
|                    | 9.   | Vuteks Sloga            | 41 | 30 | 12 | 5 | 13 | 49 | 61 | −12 |
|                    | 10.  | Svačić Stari Slatinik   | 40 | 30 | 12 | 4 | 14 | 53 | 52 | +1  |
|                    | 11.  | Bedem Ivankovo          | 38 | 30 | 11 | 5 | 14 | 47 | 55 | −8  |
|                    | 12.  | Sloga Nova Gradiška     | 38 | 30 | 11 | 5 | 14 | 42 | 63 | −21 |
|                    | 13.  | Valpovka                | 36 | 30 | 10 | 6 | 14 | 52 | 45 | +7  |
|                    | 14.  | Đakovo/Croatia          | 34 | 30 | 10 | 4 | 16 | 51 | 52 | −1  |
|                    | 15.  | Darda                   | 30 | 30 | 8  | 6 | 16 | 58 | 69 | −11 |
|                    | 16.  | Omladinac Gornja Vrba   | 24 | 30 | 6  | 6 | 18 | 22 | 58 | −36 |
| Fonte: 3. NL ISTOK |      |                         |    |    |    |   |    |    |    |     |

Legenda:
  Partecipa alle qualificazioni.
      Promossa in 2. NL 2023-24 dopo le qualificazioni.
      Retrocessa nella divisione inferiore.
Regolamento:
Tre punti a vittoria, uno a pareggio, zero a sconfitta.
In caso di arrivo di due o più squadre a pari punti per le posizioni di promozione o retrocessione, la graduatoria viene stilata secondo gli scontri diretti tra le squadre interessate; se la parità persiste si ricorre alla differenza reti.

### Marcatori
| Gol |  |  | Giocatore        | Squadra            |
| --- |  |  | ---------------- | ------------------ |
| 20  |  |  | Matej Martinović | Slavija Pleternica |
| 19  |  |  | Karlo Antunović  | Kutjevo            |
| 16  |  |  | Mihailo Marić    | Vuteks Sloga       |

## Girone Sud
|                  | Pos. | Squadra                  | Pt | G  | V  | N  | P  | GF | GS | DR  |
| ---------------- | ---- | ------------------------ | -- | -- | -- | -- | -- | -- | -- | --- |
|                  | 1.   | Zagora Unešić            | 65 | 30 | 19 | 8  | 3  | 69 | 24 | +45 |
|                  | 2.   | HNK Zara                 | 60 | 30 | 18 | 6  | 6  | 67 | 31 | +36 |
|                  | 3.   | Junak Sinj               | 53 | 30 | 15 | 8  | 7  | 53 | 32 | +21 |
|                  | 4.   | Hrvatski vitez Posedarje | 45 | 30 | 13 | 6  | 11 | 53 | 39 | +14 |
|                  | 5.   | Uskok Klis               | 45 | 30 | 13 | 6  | 11 | 40 | 35 | +5  |
|                  | 6.   | Primorac Biograd         | 45 | 30 | 13 | 6  | 11 | 48 | 47 | +1  |
|                  | 7.   | GOŠK K. Gomilica         | 42 | 30 | 12 | 6  | 12 | 40 | 38 | +2  |
|                  | 8.   | Neretvanac Opuzen        | 41 | 30 | 12 | 5  | 13 | 38 | 39 | −1  |
|                  | 9.   | Vodice                   | 41 | 30 | 12 | 5  | 13 | 41 | 47 | −6  |
|                  | 10.  | Neretva Metković         | 40 | 30 | 12 | 4  | 14 | 34 | 38 | −4  |
|                  | 11.  | Sloga Mravince           | 39 | 30 | 9  | 12 | 9  | 47 | 39 | +8  |
|                  | 12.  | GOŠK Dubrovnik 1919      | 37 | 30 | 10 | 7  | 13 | 31 | 44 | −13 |
|                  | 13.  | Zmaj Makarska            | 34 | 30 | 9  | 7  | 14 | 37 | 54 | −17 |
|                  | 14.  | Kamen Ivanbegovina       | 31 | 30 | 9  | 4  | 17 | 41 | 84 | −43 |
|                  | 15.  | RNK Spalato              | 27 | 30 | 7  | 6  | 17 | 27 | 52 | −25 |
|                  | 16.  | Urania Baška Voda (−1)   | 24 | 30 | 7  | 4  | 19 | 27 | 50 | −23 |
| Fonte: 3. NL JUG |      |                          |    |    |    |    |    |    |    |     |

Legenda:
  Partecipa alle qualificazioni.
      Promossa in 2. NL 2023-24 dopo le qualificazioni.
      Retrocessa nella divisione inferiore.
Regolamento:
Tre punti a vittoria, uno a pareggio, zero a sconfitta.
In caso di arrivo di due o più squadre a pari punti per le posizioni di promozione o retrocessione, la graduatoria viene stilata secondo gli scontri diretti tra le squadre interessate; se la parità persiste si ricorre alla differenza reti.
Note:
Lo Zagora Unešić non ottiene la licenza per la categoria superiore, quindi alle qualificazioni va la seconda classificata HNK Zara.

### Marcatori
| Gol |  |  | Giocatore    | Squadra                  |
| --- |  |  | ------------ | ------------------------ |
| 20  |  |  | Lovre Čirjak | Hrvatski vitez Posedarje |
| 18  |  |  | Ivan Krajina | Zagora Unešić            |
| 17  |  |  | Miro Kovačić | Kamen Ivanbegovina       |

## Qualificazioni
Le "qualificazioni per il riempimento della 2. NL" (in lingua croata: Kvalifikacije za popunu 2.NL) vedono coinvolte la terz'ultima della 2. NL 2022-2023 (Zagorec) e le vincitrici dei 5 gironi della 3. NL 2022-2023.
| Squadra 1        | Totale | Squadra 2 | Andata     | Ritorno    |
| ---------------- | ------ | --------- | ---------- | ---------- |
|                  |        |           | 11.06.2023 | 17.06.2023 |
| Zagorec          | 0 – 1  | Krk       | 0 – 0      | 0 – 1      |
| HNK Zara         | 2 – 4  | Karlovac  | 1 – 2      | 1 – 2      |
| Slavonija Požega | 4 – 5  | Križevci  | 3 – 0      | 1 – 5      |

Le vincitrici delle 3 sfide vengono ammesse alla 2. NL 2023-2024.